# Anna Sergejewna Kurnikowa
Anna Sergejewna Kurnikowa (russisch Анна Сергеевна Курникова, wiss. Transliteration Anna Sergeevna Kurnikova, engl. Transkription Anna Kournikova; * 7. Juni 1981 in Moskau, Russische SFSR, Sowjetunion) ist eine ehemalige russische Tennisspielerin.

## Leben
Anna Kurnikowa ist Tochter einer Wirtschaftswissenschaftlerin und eines Hochschullehrers und ehemaligen Ringers. Der ehemalige kasachische Tennisspieler Jewgeni Koroljow ist ihr Cousin. Ihre erste Trainerin war Larissa Preobraschenskaja.
Kurnikowa begann im Alter von fünf Jahren in einem wöchentlichen Kinder-Sport-Programm mit dem Tennisspielen. Im Jahr 1992 ging sie in die Tennis-Akademie zu Nick Bollettieri in Bradenton, Florida. Ende der 1990er Jahre kümmerten sich auch Pavel Složil und Eric van Harpen um ihr Training, bevor Mutter Alla ab 2000 diese Aufgabe übernahm. Seit dem Turnier in Rom 2002 bis zu ihrem Karriereende 2003 war Harold Solomon ihr Coach.
Ihr Profidebüt gab Kurnikowa mit 14 Jahren im September 1995. Noch im selben Jahr wurde sie Orange-Bowl-Siegerin und die Nummer 1 der Juniorinnen, am Saisonende stand sie auf Platz 281 der WTA-Weltrangliste. Bei ihrem Fed-Cup-Debüt 1996 für Russland war sie die jüngste Spielerin aller Zeiten in diesem Wettbewerb. Bis zum Saisonende verbesserte sie sich im Ranking auf Position 57. Für Russland trat sie bei den Olympischen Spielen 1996 in Atlanta im Doppel an.
1997 spielte Kurnikowa erstmals in Wimbledon und erreichte auf Anhieb das Halbfinale, was ihr Platz 32 der WTA-Rangliste einbrachte. Im Jahr darauf errang sie an der Seite von Monica Seles in Tokio ihren ersten Turniersieg. 1999 folgten weitere Doppeltitel mit Martina Hingis bei den Australian Open, in Indian Wells, Rom, Eastbourne und beim Masters sowie das Mixed-Finale mit Jonas Björkman in Wimbledon; zudem das Einzelfinale in Hilton Head, in dem sie Martina Hingis mit 2:6 und 3:6 unterlag. Ende 2000 erreichte Kurnikowa nach weiteren Doppeltiteln (in Gold Coast mit Julie Halard-Decugis, in Hamburg mit Natallja Swerawa und beim Masters mit Martina Hingis) mit Platz 8 auch ihre beste Platzierung in der Einzel-Weltrangliste.
In den folgenden Jahren gewann Kurnikowa vier weitere Doppeltitel, einen mit Barbara Schett in Sydney (2001), zwei mit Martina Hingis (2001 in Moskau und 2002 bei den Australian Open, den letzten von elf gemeinsamen) sowie einen mit Janet Lee in Schanghai.
Mit 21 Jahren zog sich Kurnikowa wegen starker Rücken- und Wirbelsäulenprobleme weitgehend aus dem Profitennis zurück. Zum Saisonende 2003 stand sie nach nur fünf Turnierstarts – der letzte im April in Charleston – nur noch auf Platz 305 der Rangliste. Im Sommer 2004 spielte sie noch einige Exhibitions, zierte dann erneut das Cover der Zeitschrift Maxim, machte Werbung für Omega-Uhren und produzierte einen neuen Kalender. In der Weltrangliste wurde sie inzwischen nicht mehr geführt.
1998, 1999 und 2000 konnte sich Kurnikowa im Einzel und im Doppel für das Masters, die späteren WTA Tour Championships, qualifizieren. Sie gewann dort 1999 und 2000 die Doppelkonkurrenz und erreichte im Jahr 2000 zudem das Halbfinale im Einzel. Im Fed Cup brachte sie es bei insgesamt zwölf Einsätzen in drei Jahren auf zwölf Siege (davon zehn im Doppel) und sieben Niederlagen (fünf im Einzel).
Kurnikowa war längere Zeit unter den Top 20 der WTA-Weltrangliste platziert und erreichte mehrmals das Halbfinale und auch Finale von Profiturnieren, gewann in ihrer Profikarriere aber keinen Einzeltitel.
Kurnikowa war einige Zeit mit dem Eishockeyspieler Sergei Fjodorow zusammen. Nach dessen Angaben heirateten die beiden 2001 in Moskau, sollen sich aber schon kurz darauf wieder haben scheiden lassen. Seit 2001 ist sie mit dem spanischen Sänger Enrique Iglesias liiert, den sie beim Dreh zu dessen Musikvideo Escape kennengelernt hatte. 2017 wurde sie Mutter von Zwillingen, einem Jungen und einem Mädchen. Am 30. Januar 2020 kam ihr drittes Kind zur Welt.
2010 wurde berichtet, dass Kurnikowa die US-amerikanische Staatsbürgerschaft angenommen hat.

## Medienpräsenz

Kurnikowa mit Martina Hingis (2002)

Neben ihren sportlichen Leistungen verdankte Kurnikowa ihre große Bekanntheit ihrem attraktiven Aussehen. Ihr Name gehörte eine Zeit lang zu den am häufigsten eingegebenen Suchbegriffen bei Internet-Suchmaschinen.
Im Jahr 2011 war Kurnikowa als Trainerin in der 12. Staffel der US-Fernsehshow The Biggest Loser zu sehen.

## Turniersiege

### Doppel
| Nr. | Datum              | Turnier         | Kategorie              | Belag             | Partnerin            | Finalgegnerinnen                           | Ergebnis       |
| --- | ------------------ | --------------- | ---------------------- | ----------------- | -------------------- | ------------------------------------------ | -------------- |
| 1.  | 27. September 1998 | Tokio           | WTA Tier II            | Hartplatz         | Monica Seles         | Mary Joe Fernández Arantxa Sánchez Vicario | 6:4, 6:4       |
| 2.  | 31. Januar 1999    | Australian Open | Grand Slam             | Hartplatz         | Martina Hingis       | Lindsay Davenport Natallja Swerawa         | 7:5, 6:3       |
| 3.  | 13. März 1999      | Indian Wells    | WTA Tier I             | Hartplatz         | Martina Hingis       | Mary Joe Fernández Jana Novotná            | 6:2, 6:2       |
| 4.  | 9. Mai 1999        | Rom             | WTA Tier I             | Sand              | Martina Hingis       | Alexandra Fusai Nathalie Tauziat           | 6:2, 6:2       |
| 5.  | 19. Juni 1999      | Eastbourne      | WTA Tier II            | Rasen             | Martina Hingis       | Jana Novotná Natallja Swerawa              | 6:4, Aufgabe   |
| 6.  | 21. November 1999  | New York        | WTA Tour Championships | Teppich (Halle)   | Martina Hingis       | Larisa Neiland Arantxa Sánchez Vicario     | 6:4, 6:4       |
| 7.  | 8. Januar 2000     | Gold Coast      | WTA Tier III           | Hartplatz         | Julie Halard-Decugis | Sabine Appelmans Rita Grande               | 6:3, 6:0       |
| 8.  | 7. Mai 2000        | Hamburg         | WTA Tier II            | Sand              | Natallja Swerawa     | Nicole Arendt Manon Bollegraf              | 6:75, 6:2, 6:4 |
| 9.  | 8. Oktober 2000    | Filderstadt     | WTA Tier II            | Hartplatz (Halle) | Martina Hingis       | Arantxa Sánchez Vicario Barbara Schett     | 6:4, 6:2       |
| 10. | 15. Oktober 2000   | Zürich          | WTA Tier I             | Hartplatz (Halle) | Martina Hingis       | Kimberly Po Anne-Gaëlle Sidot              | 6:3, 6:4       |
| 11. | 12. November 2000  | Philadelphia    | WTA Tier II            | Teppich (Halle)   | Martina Hingis       | Lisa Raymond Rennae Stubbs                 | 6:2, 7:5       |
| 12. | 19. November 2000  | New York        | WTA Tour Championships | Teppich (Halle)   | Martina Hingis       | Nicole Arendt Manon Bollegraf              | 6:2, 6:3       |
| 13. | 13. Januar 2001    | Sydney          | WTA Tier II            | Hartplatz         | Barbara Schett       | Lisa Raymond Rennae Stubbs                 | 6:2, 7:5       |
| 14. | 7. Oktober 2001    | Moskau          | WTA Tier I             | Teppich (Halle)   | Martina Hingis       | Jelena Dementjewa Lina Krasnoruzkaja       | 7:61, 6:3      |
| 15. | 27. Januar 2002    | Australian Open | Grand Slam             | Hartplatz         | Martina Hingis       | Daniela Hantuchová Arantxa Sánchez Vicario | 6:2, 6:74, 6:1 |
| 16. | 15. September 2002 | Schanghai       | WTA Tier IV            | Hartplatz         | Janet Lee            | Rika Fujiwara Ai Sugiyama                  | 7:5, 6:3       |

## Karrierestatistik und Turnierbilanz

### Einzel
| Turnier         | 1996 | 1997 | 1998 | 1999 | 2000 | 2001 | 2002 | 2003 | Karriere |
| --------------- | ---- | ---- | ---- | ---- | ---- | ---- | ---- | ---- | -------- |
| Australian Open | —    | 1    | 3    | AF   | AF   | VF   | 1    | 2    | VF       |
| French Open     | —    | 3    | AF   | AF   | 2    | —    | 1    | —    | AF       |
| Wimbledon       | —    | HF   | —    | AF   | 2    | —    | 1    | —    | HF       |
| US Open         | AF   | 2    | AF   | —    | 3    | —    | 1    | —    | AF       |

Zeichenerklärung: S = Turniersieg; F, HF, VF, AF = Einzug ins Finale / Halbfinale / Viertelfinale / Achtelfinale; 1, 2, 3 = Ausscheiden in der 1. / 2. / 3. Hauptrunde; Q1, Q2, Q3 = Ausscheiden in der 1. / 2. / 3. Runde der Qualifikation; n. a. = nicht ausgetragen

### Doppel
| Turnier                      | 1995      | 1996      | 1997      | 1998      | 1999      | 2000      | 2001              | 2002              | 2003              | T / T      | S/N        | Sieg%      |
| ---------------------------- | --------- | --------- | --------- | --------- | --------- | --------- | ----------------- | ----------------- | ----------------- | ---------- | ---------- | ---------- |
| Australian Open              | –         | –         | 1         | 2         | S         | HF        | VF                | S                 | AF                | 2 / 7      | 22:5       | 81 %       |
| French Open                  | –         | –         | AF        | HF        | F         | AF        | –                 | –                 | –                 | 0 / 4      | 13:4       | 76 %       |
| Wimbledon                    | –         | –         | 2         | –         | –         | HF        | –                 | HF                | –                 | 0 / 3      | 9:3        | 75 %       |
| US Open                      | –         | VF        | AF        | 2         | –         | 2         | –                 | VF                | –                 | 0 / 5      | 10:5       | 67 %       |
| Tour Championships           | –         | –         | –         | 1         | S         | S         | –                 | –                 | –                 | 2 / 3      | 6:1        | 86 %       |
| Tokio                        | –         | –         | –         | –         | VF        | 1         | F                 | –                 | –                 | 0 / 3      | 4:3        | 57 %       |
| Indian Wells                 | a. K.     | a. K.     | VF        | VF        | S         | F         | –                 | –                 | –                 | 1 / 4      | 12:3       | 80 %       |
| Miami                        | –         | –         | 1         | VF        | HF        | 2         | –                 | VF                | 1                 | 0 / 6      | 6:5        | 55 %       |
| Hilton Head Island           | –         | –         | –         | –         | VF        | VF        | nicht ausgetragen | nicht ausgetragen | nicht ausgetragen | 0 / 2      | 3:2        | 60 %       |
| Berlin                       | –         | –         | VF        | HF        | –         | AF        | –                 | –                 | –                 | 0 / 3      | 5:2        | 71 %       |
| Rom                          | –         | –         | HF        | AF        | S         | –         | –                 | AF                | –                 | 1 / 4      | 7:2        | 78 %       |
| Kanada                       | –         | –         | –         | 1         | –         | VF        | –                 | 1                 | –                 | 0 / 3      | 2:2        | 50 %       |
| Zürich                       | –         | 1         | –         | VF        | –         | S         | –                 | –                 | –                 | 1 / 3      | 5:2        | 71 %       |
| Moskau                       | a. K.     | a. K.     | –         | HF        | –         | F         | S                 | VF                | –                 | 1 / 4      | 9:3        | 75 %       |
| Fed Cup                      | –         | K1        | PO        | –         | –         | RR        | –                 | –                 | –                 | 0 / 3      | 10:2       | 83 %       |
| Statistik                    | Statistik | Statistik | Statistik | Statistik | Statistik | Statistik | Statistik         | Statistik         | Statistik         | S/N        | S/N        | Sieg%      |
| Turnierteilnahmen            | 1         | 10        | 10        | 20        | 13        | 21        | 6                 | 11                | 3                 | Gesamt: 95 | Gesamt: 95 | Gesamt: 95 |
| Erreichte Finals             | 1         | 1         | 0         | 4         | 7         | 9         | 4                 | 3                 | 0                 | Gesamt: 29 | Gesamt: 29 | Gesamt: 29 |
| Gewonnene Titel              | 0         | 0         | 0         | 1         | 5         | 6         | 2                 | 2                 | 0                 | Gesamt: 16 | Gesamt: 16 | Gesamt: 16 |
| Hartplatz-Siege/-Niederlagen | 0:0       | 10:6      | 6:6       | 16:9      | 17:2      | 29:6      | 12:2              | 20:2              | 3:3               | 113:36     | 113:36     | 76 %       |
| Sand-Siege/-Niederlagen      | 0:0       | 8:2       | 11:3      | 9:4       | 13:2      | 7:2       | 0:0               | 0:0               | 0:0               | 48:13      | 48:13      | 79 %       |
| Rasen-Siege/-Niederlagen     | 0:0       | 0:0       | 1:1       | 1:0       | 4:0       | 5:2       | 0:0               | 4:2               | 0:0               | 15:5       | 15:5       | 75 %       |
| Teppich-Siege/-Niederlagen   | 3:1       | 2:2       | 0:0       | 8:5       | 4:2       | 11:4      | 7:1               | 1:1               | 0:0               | 36:16      | 36:16      | 69 %       |
| Gesamt-Siege/-Niederlagen    | 3:1       | 20:10     | 18:10     | 34:18     | 38:6      | 52:14     | 19:3              | 25:5              | 3:3               | 212:70     | 212:70     | 75 %       |
| Sieg%                        | 75 %      | 67 %      | 64 %      | 65 %      | 86 %      | 79 %      | 86 %              | 83 %              | 50 %              | Gesamt:    | Gesamt:    | 75 %       |
| Jahresendposition            | –         | 78        | 40        | 10        | 1         | 4         | 26                | 11                | 176               | N/A        | N/A        | N/A        |

Zeichenerklärung: S = Turniersieg; F, HF, VF, AF = Einzug ins Finale / Halbfinale / Viertelfinale / Achtelfinale; 1, 2, 3 = Ausscheiden in der 1. / 2. / 3. Hauptrunde; RR = Round Robin (Gruppenphase); n. a. = nicht ausgetragen; a. K. = andere Kategorie; PO (Playoff) = Auf- und Abstiegsrunde im Billie Jean King Cup; K1, K2, K3 = Teilnahme in der Kontinentalgruppe I, II, III im Billie Jean King Cup.
Anmerkung: Diese Statistik berücksichtigt alle Ergebnisse im Einzel bei ITF- und WTA-Turnieren. Als Quelle dient die ITF-Seite der Spielerin. Dargestellt sind nur WTA-Turniere der Kategorie Tier I (bis 2008).

### Mixed
| Turnier         | 1997 | 1998 | 1999 | 2000 | 2001 | 2002 | 2003 | Karriere |
| --------------- | ---- | ---- | ---- | ---- | ---- | ---- | ---- | -------- |
| Australian Open | HF   | AF   | 1    | HF   | 1    | —    | AF   | HF       |
| French Open     | VF   | 2    | —    | —    | —    | —    | —    | VF       |
| Wimbledon       | 2    | —    | F    | 1    | —    | VF   | —    | F        |
| US Open         | AF   | —    | —    | F    | —    | —    | —    | F        |

## Trivia
Die Starthand Ass/König beim Texas Hold’em Poker wird oft als „Anna Kurnikowa“ bezeichnet, da sie die gleichen Anfangsbuchstaben (A/K) hat. Mit dieser Namensgebung einher geht der Spruch: „Sieht gut aus, gewinnt aber selten.“ Eine Anspielung auf Kurnikowas Erfolge während ihrer Tenniskarriere, denn sie konnte nie einen Einzeltitel auf der WTA Tour gewinnen, obwohl sie jahrelang zur Weltspitze im Tennis gehörte.
Der Computerwurm Anna Kournikova ist nach ihr benannt.